# Mormoopidae
Mormoopidae é uma família da ordem Chiroptera. Podem ser encontrados da América Central e na América do Sul, desde o sul do México até ao sudeste do Brasil. A família é composta por dois géneros, com 13 espécies. Abrigam-se em cavernas e em túneis. Alimentam-se de insectos enquanto voam.